# 스헬더강
스헬더강(네덜란드어: Schelde, 네덜란드어 발음: [ˈsxɛldə]) 또는 에스코강(프랑스어: Escaut, 프랑스어 발음: [ɛsko])은 350 km 길이의 강으로 프랑스 북부, 벨기에 서부와 네덜란드의 남서 지방을 흐른다. 고대 영어에서 얕은 천(Shallow)를 묘사할 때 쓰던 형용사에서 지금의 이름이 유래했다고 추측되고 있다.

## 유역
스헬더강의 원류는 프랑스 북부에 있는 구이(Gouy)라는 곳에 있다. 북부의 도시는 캄브레와 발랑시엔을 통하며 벨기에의 투르네 지방으로 흘러든다. 겐트 지방에서 합류하는 지류가 있으며 이 부분에서 동쪽으로 지류가 기운다. 앤트워프 지방에서는 강 원류 중에서 가장 큰 폭으로 발달하며 네덜란드를 거쳐 북해로 빠진다.
스헬더강은 빼놓을 수 없는 물길로서 캄브레의 입을 터주는 구실을 한다. 앤트워프의 경우 스헬더강 주위에 많은 운하를 놓고 물길을 쓰면서 라인강과 연결되기도 하여 유럽에서 두 번째로 큰 항구이다. 뿐만 아니라 내륙 수운을 이용하여 네덜란드 지역의 도시들은 브뤼셀, 릴, 됭케르크 등과 산업 도시 군(群)을 이룬다.

## 역사
스헬더강은 무엇보다도 전략적 요충지이자 상업적 기능을 한다는 점에서 중요하다. 로마 제국 시절 강은 브리타니아로 연결되는 물길이었다. 프랑크 왕국이 이 지역의 주도권을 가져가면서 로마인의 물자 공급이 260년간 큰 차질을 겪기도 하였다. 후에 프랑크 왕국이 분할 조짐을 보이면서 9세기에 가서는 동서제국으로 양분된다. 훗날 프랑스와 신성 로마 제국의 출발점이 되었다.
앤트워프는 서부 유럽의 가장 주요한 항구 중 하나로 부상하였으며 1585년 네덜란드가 스페인으로부터 독립하면서 네덜란드 공화국이 이 지역의 주도권을 차지하였다. 이후 스헬더강이 운수 기능을 담당하게 되며 암스테르담으로의 무역길을 연결하는 통로가 되었다.
벨기에가 네덜란드로부터 1830년 독립하면서 스헬더 조약에 따라 벨기에의 항구 도시에도 스헬더강의 공유가 허용되기도 하였다. 2차 세계대전 때에는 앤트워프가 분명 연합군의 영역 하에 있었음에도 독일군이 서북 지역을 차지하면서 연합국이 물자 수송을 하는데 어려움을 겪게 되었다. 스헬더 전투에서 캐나다의 군력이 다시 지배권을 찾으면서 1944년 11월 안트베르프(앤트워프) 항의 이용이 재개되었다.